# لایکوواتس
لایکوواتس (به صربی: Lajkovac) یک شهرستان در صربستان است که در ناحیه کولوبارا واقع شده‌است. لایکوواتس ۱۱۳ متر بالاتر از سطح دریا واقع شده‌است.